# Donori
Donori település Olaszországban, Szardínia régióban, Cagliari megyében. Lakosainak száma 1969 fő (2023. január 1.). Donori Barrali, Sant’Andrea Frius, Serdiana, Ussana és Samatzai községekkel határos.

## Népesség
A település lakossága az elmúlt években az alábbi módon változott:
| Lakosok száma | 2093 | 2071 | 1969 |
|               | 2017 | 2018 | 2023 |